# Casa saltbox

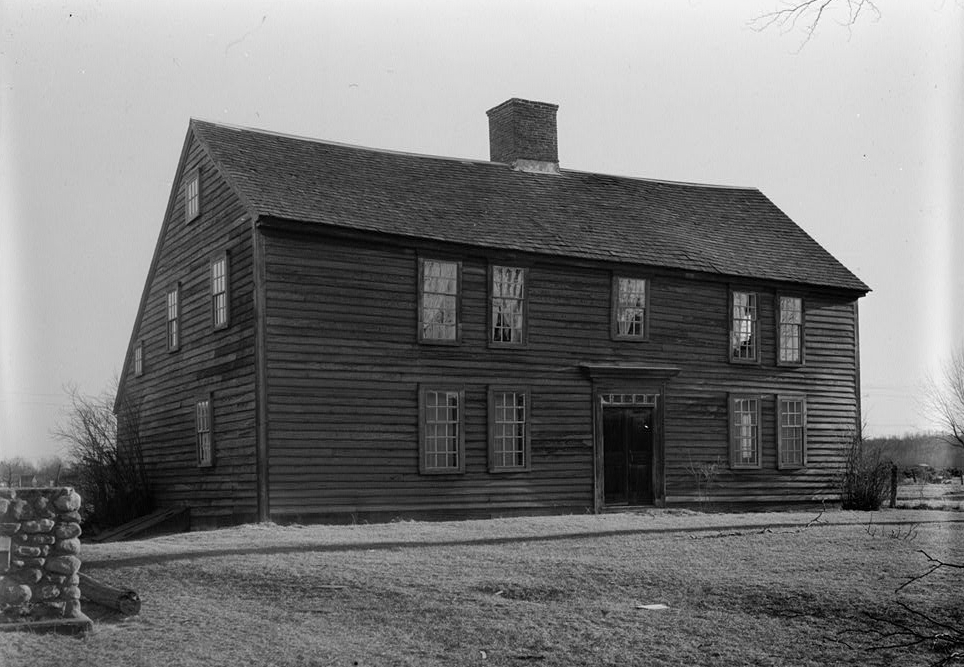
Casa de Thomas Lee, en East Lyme, Connecticut.

Una casa saltbox (en español: «caja de la sal») es un estilo de casa tradicional de Nueva Inglaterra, con un techo largo e inclinado que se inclina hacia la parte trasera, generalmente con entramado de madera. Tiene solo una única planta en la parte de atrás y dos en la parte delantera. La parte delantera plana y la chimenea central son sus características reconocibles, pero la asimetría de los lados desiguales y la baja y larga línea del techo trasero son las características más distintivas de una saltbox, que toma su nombre de su parecido con una caja con tapa de madera en la que se guardaba la sal.   

## Orígenes

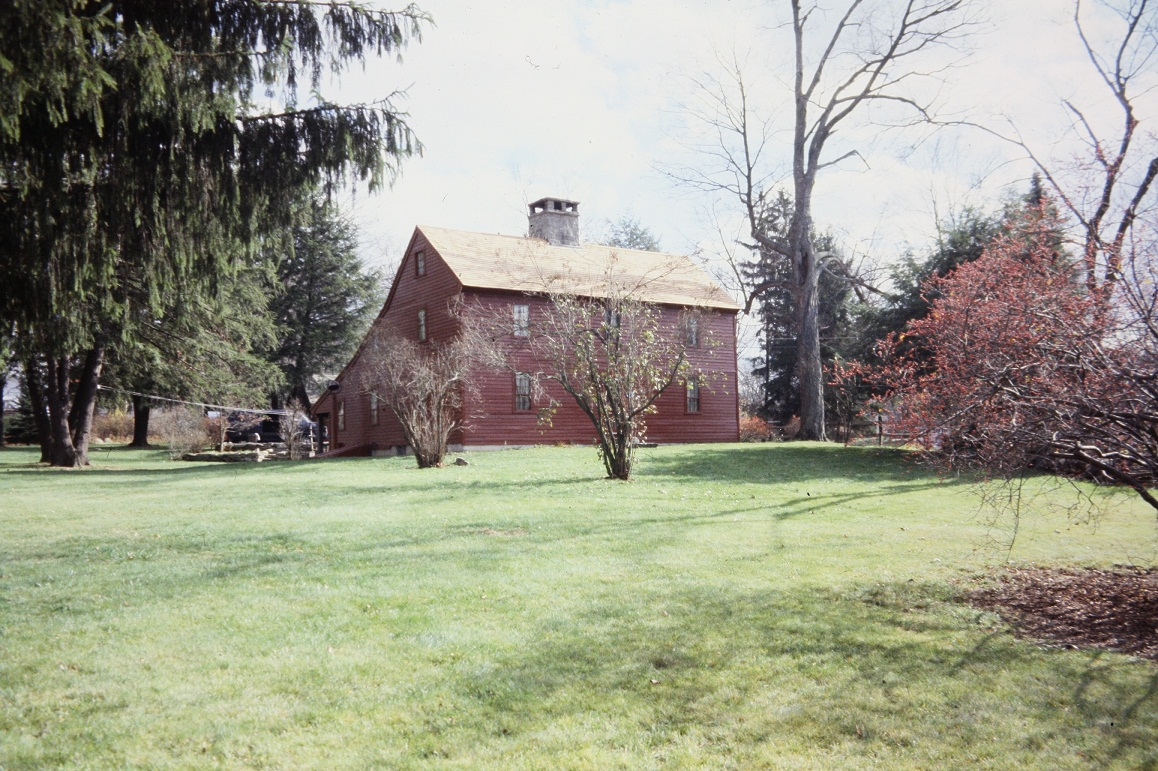
Casa de Thomas Hawley (c. 1755), en Monroe, Connecticut.

Las saltboxes se originaron en Nueva Inglaterra y son un ejemplo de la Arquitectura colonial de Estados Unidos. El folclore sostiene que la forma de la casa saltbox fue popularizada por los impuestos de la Reina Ana a las casas de más de un piso. Dado que la parte trasera del techo descendía hasta la altura de un edificio de un único piso, la estructura estaba exenta del impuesto. En realidad la forma de la saltbox evolucionó orgánicamente a partir de la necesidad de espacio adicional para las familias en crecimiento; añadir un cobertizo era una forma económica de ampliar la casa. Todos menos dos de los ejemplos a continuación son anteriores a la Reina Ana.  
El estilo del tejado también se conoce como «deslizadera de gatos» (catslide, en inglés original) – cualquier tejado que, por un lado, se extiende por debajo de la altura del alero principal, proporcionando una mayor área bajo el tejado sin un aumento en la altura de la cumbrera.

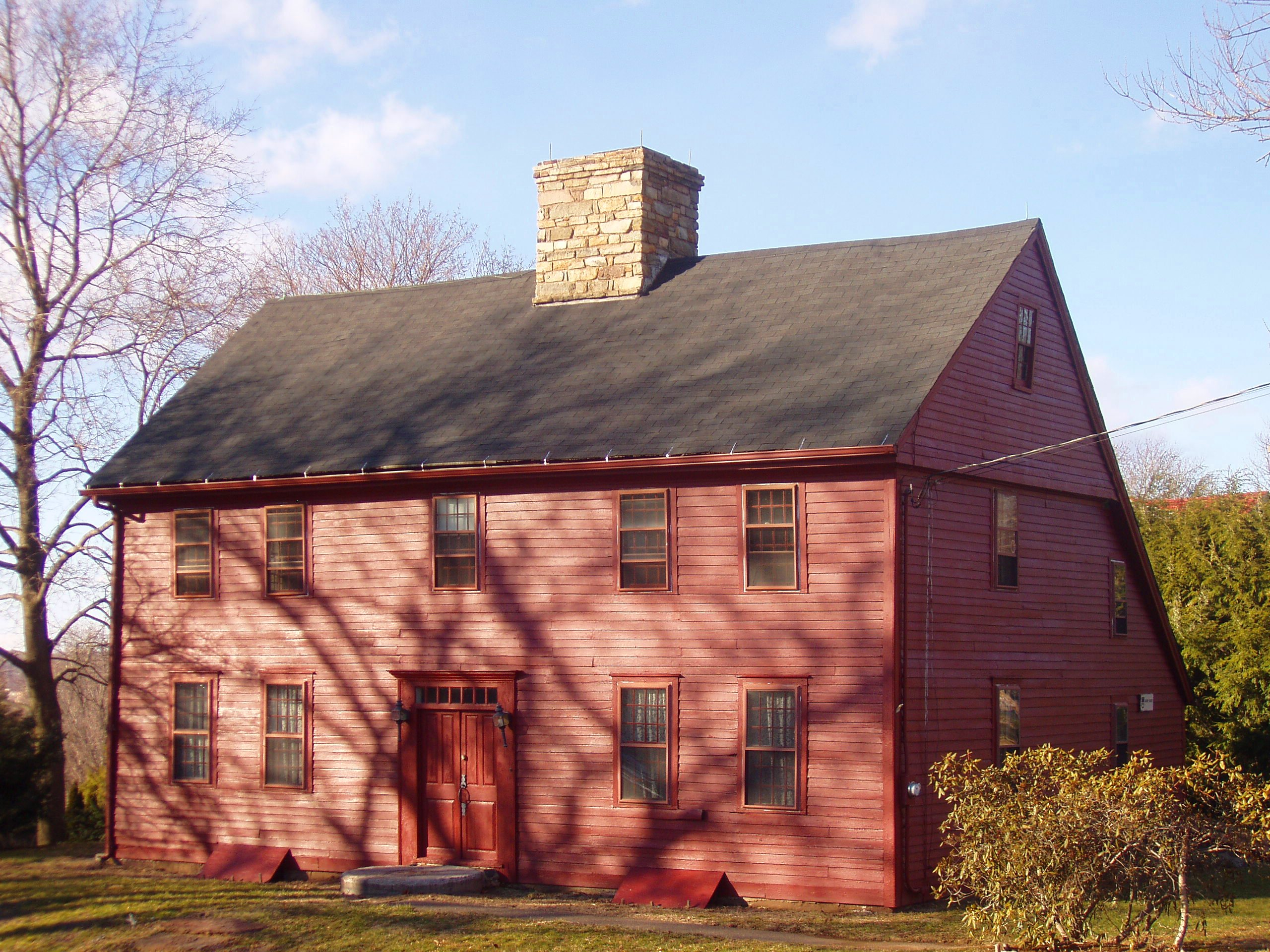
Casa de Nehemiah Royce (c. 1672), en Wallingford, Connecticut.

Las primeras casas saltboxes se construyeron cuando se añadió un cobertizo en la parte trasera de la casa original, extendiendo la línea del techo a veces a menos de un metro y ochenta centímetros del nivel del suelo. Las viejas tablillas de madera todavía están en su lugar en partes de las paredes exteriores traseras originales de algunas de las primeras saltboxes de Nueva Inglaterra (véanse en las imágenes). Las tablillas de madera de roble talladas a mano en la Casa de Comfort Starr y en la Casa de Ephraim Hawley se conservan en su lugar en el ático que se creó cuando se añadió el cobertizo a la casa original. El estilo se hizo popular para las estructuras a lo largo de las Trece Colonias y a principios de la Primera República, tal vez debido a la simplicidad de su diseño.  
Las casas saltboxes también se pueden encontrar en partes de Terranova y Labrador.

## Construcción
La mayoría de las primeras saltboxes, al igual que otros muchos tipos de casas coloniales de Nueva Inglaterra, son de estructura de madera. El armazón de madera o la construcción de entramados implica ensamblar grandes piezas de madera con juntas de carpintería, como las juntas de mortaja y espiga, o con clavijas, tirantes o cerchas de madera. Los clavos de metal se usaban con moderación, ya que eran un producto caro en esa época. El exterior de una casa saltbox a menudo se terminaba con tablillas u otro revestimiento de madera. La Casa de Josiah Day en West Springfield, Massachusetts, está construida con ladrillos.

## Imágenes

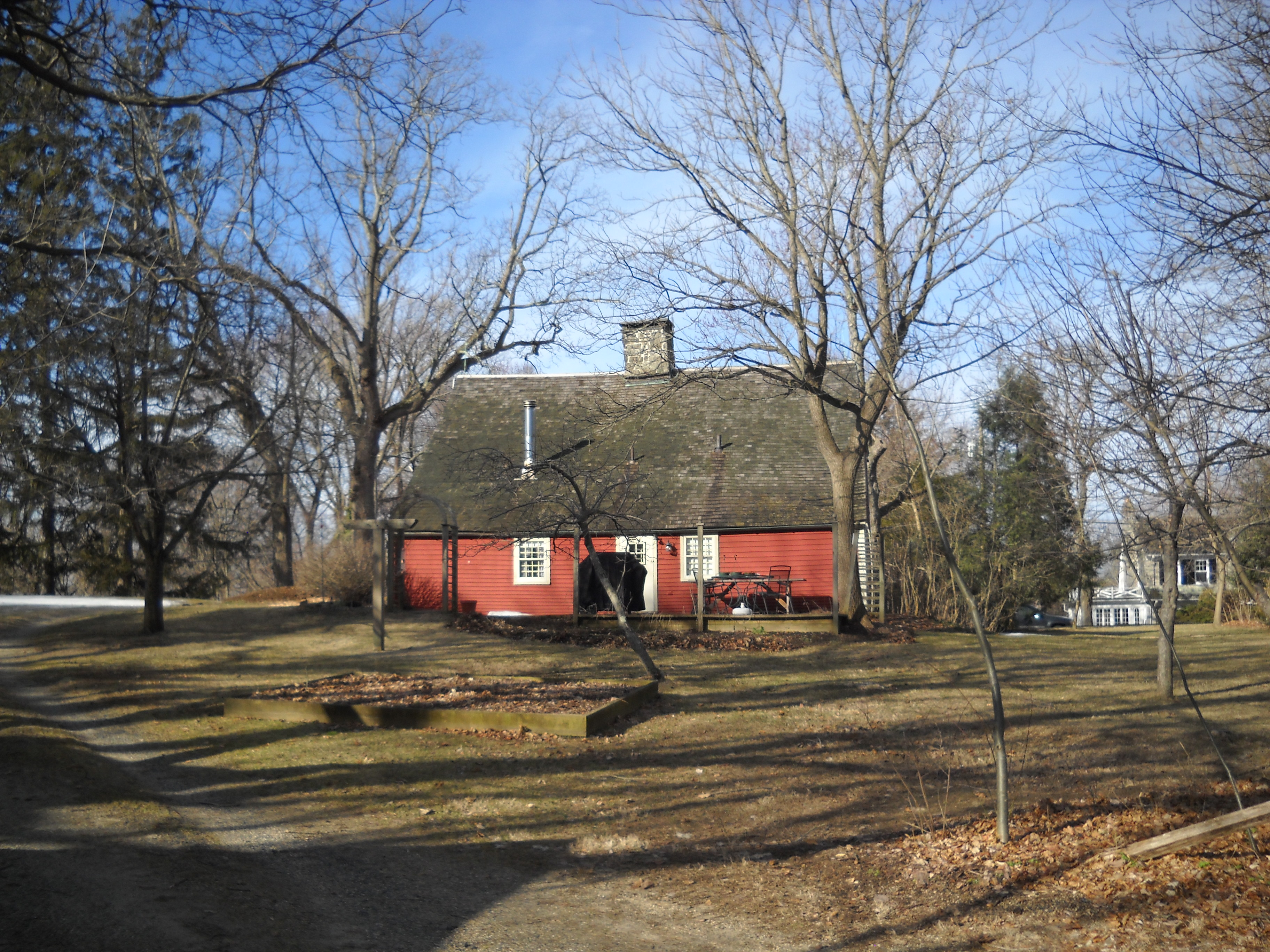
Casa de Ephraim Hawley, en Nichols , Connecticut, con tejado trasero de estilo «deslizadera de gatos» (tipo catslide).
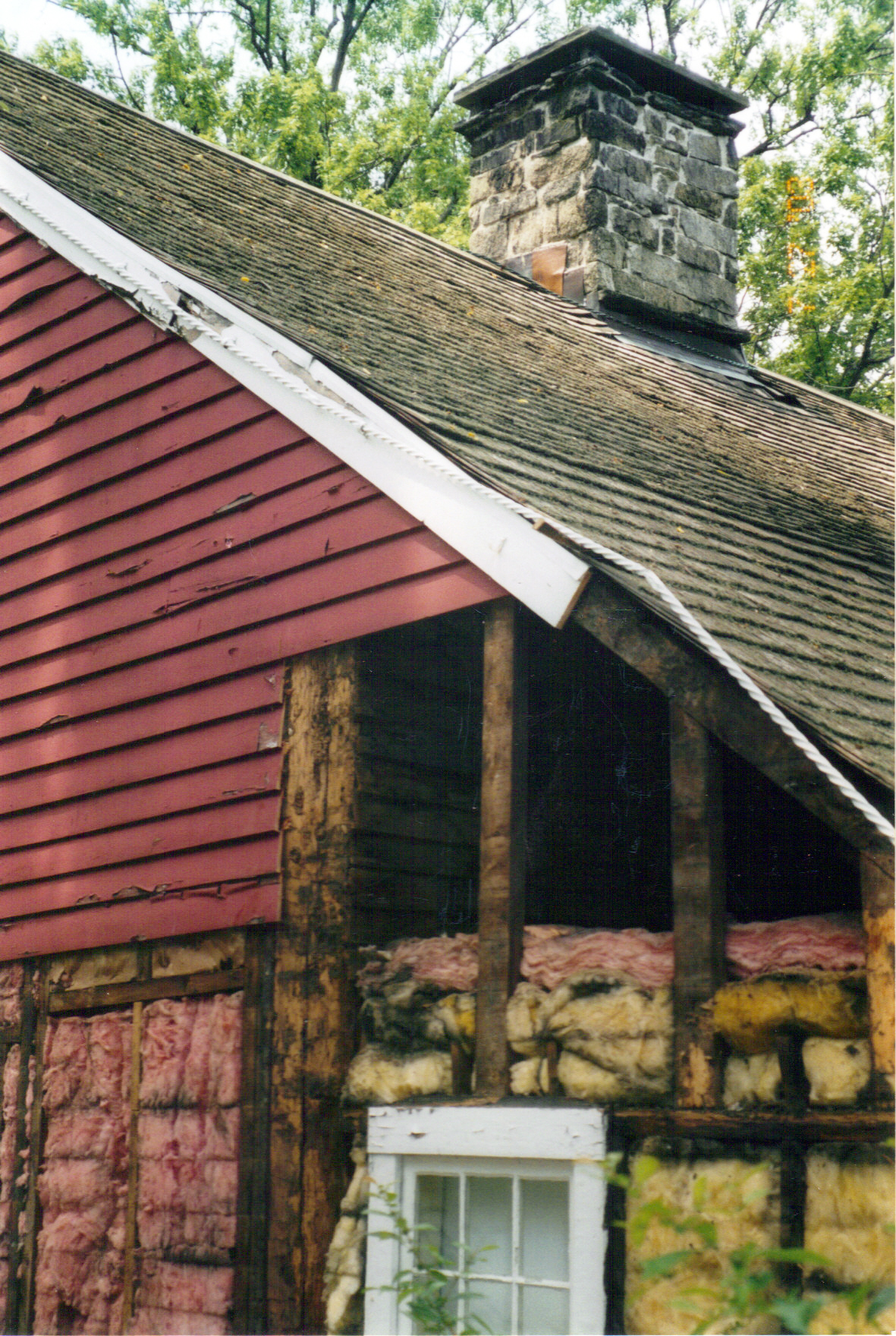
Casa de Ephraim Hawley, en Nichols , Connecticut, con tableros originales de roble en el ático.
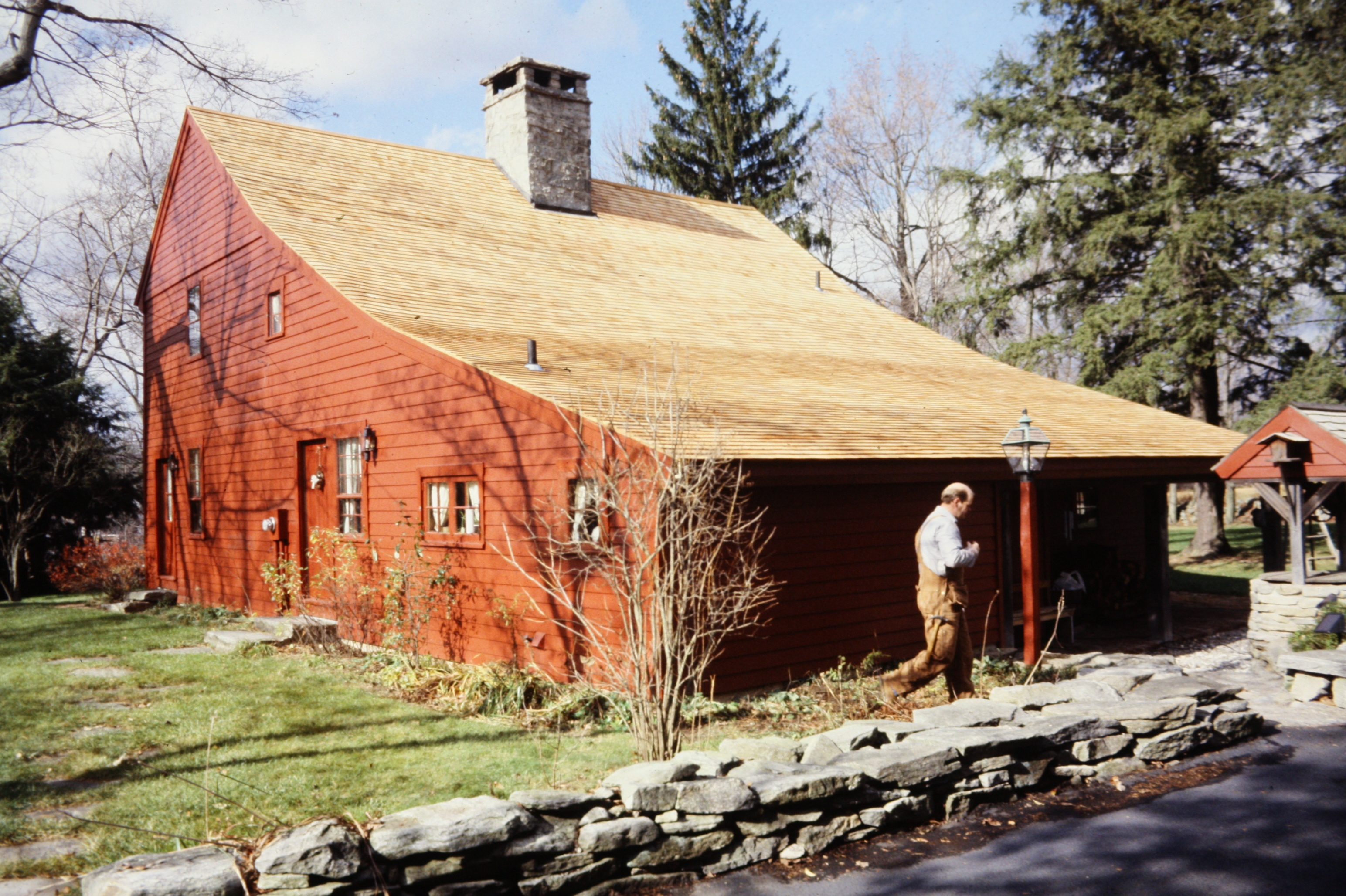
Tejado de estilo «deslizadera de gatos» (tipo catslide) en la Casa de Thomas Hawley.
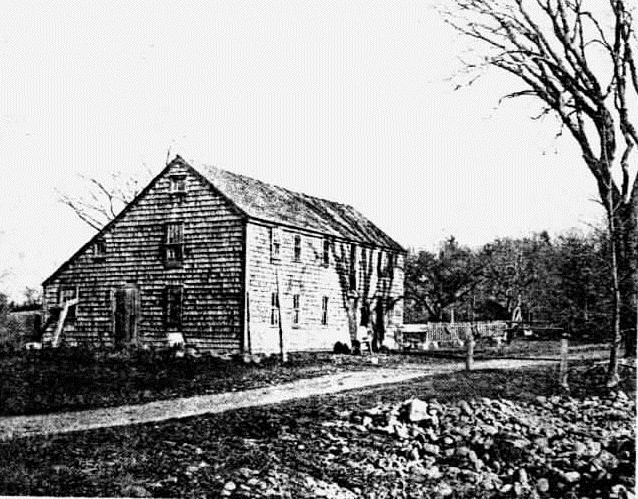
Casa de Edmund Rice (c. 1643) en Sudbury (hoy Wayland, Massachusetts), destruida por el fuego hacia 1912.
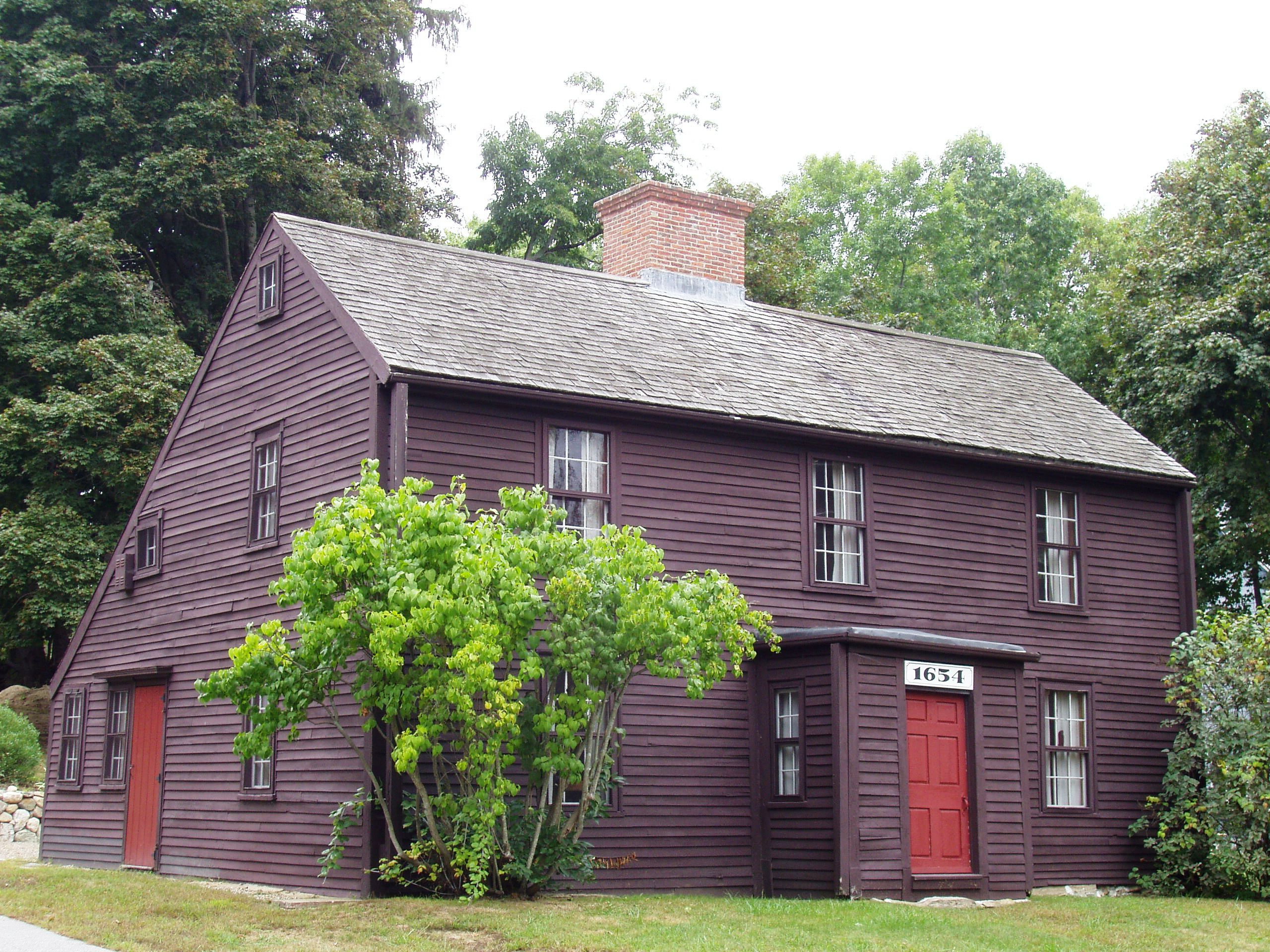
Casa de Macy-Colby (c. 1651), en Amesbury, Massachusetts.
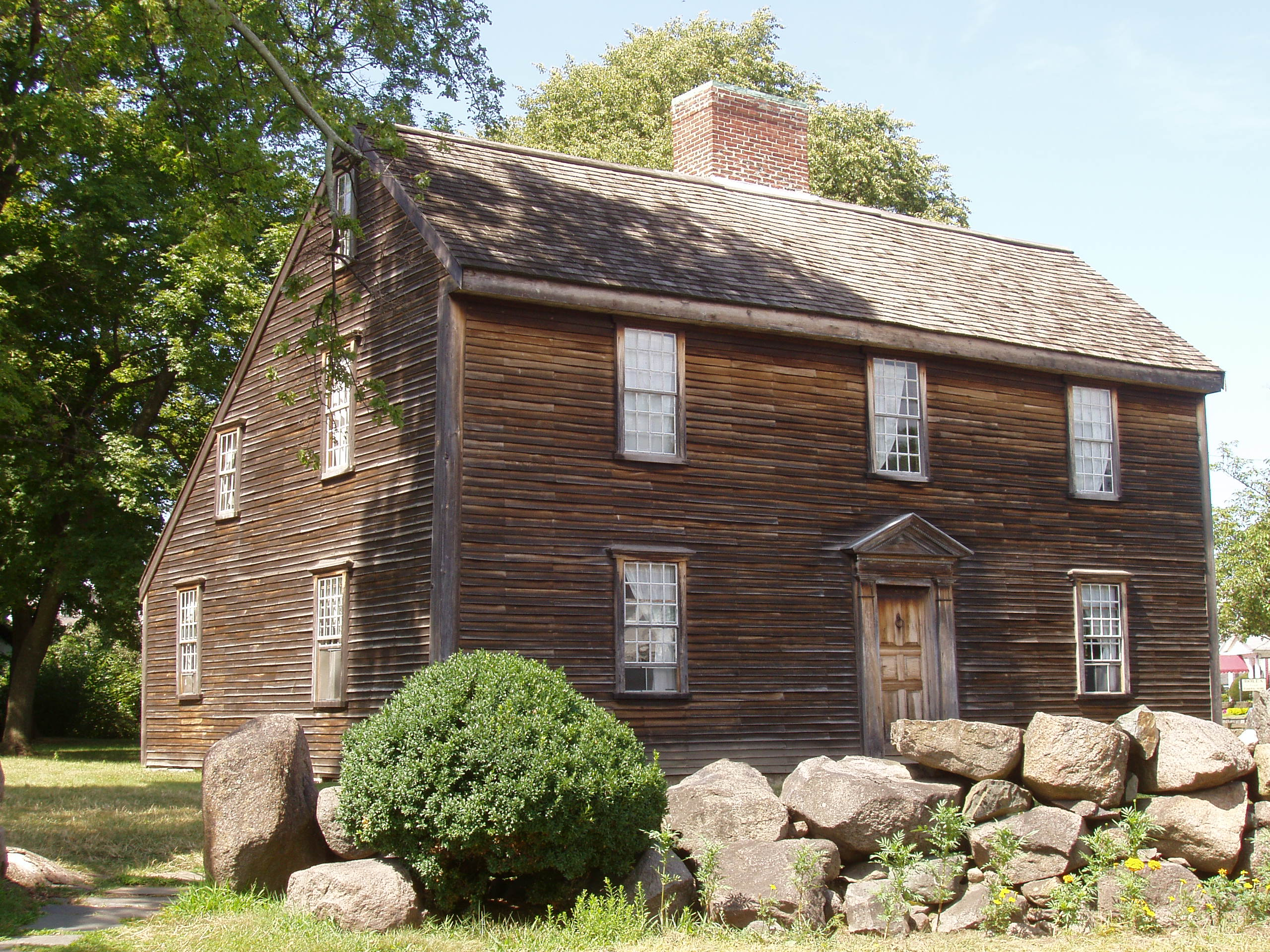
Lugar de nacimiento de John Adams (c. 1681), en Quincy, Massachusetts.
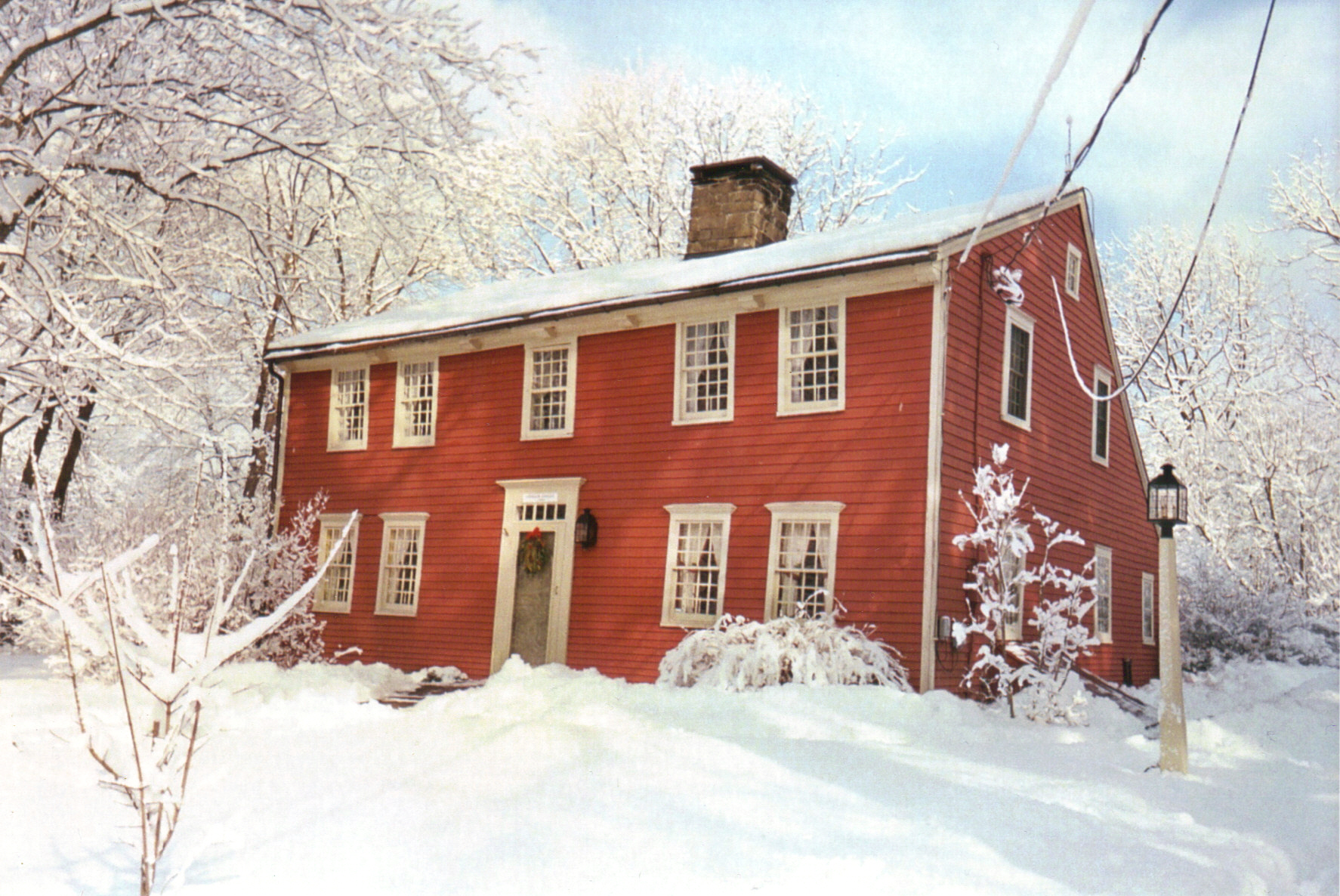
Casa de Ephraim Hawley (c. 1683), en Nichols, Connecticut.
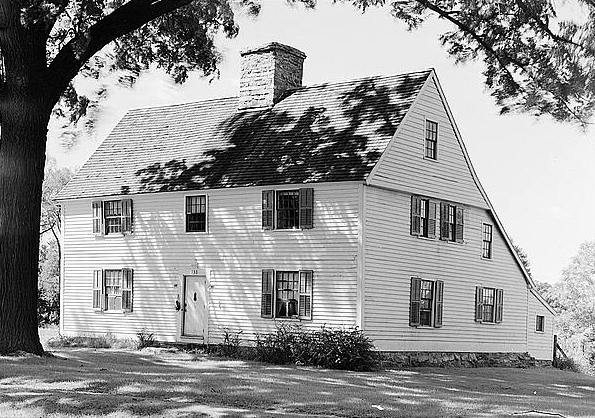
Casa de Comfort Starr (c. 1695), en Guilford, Connecticut.
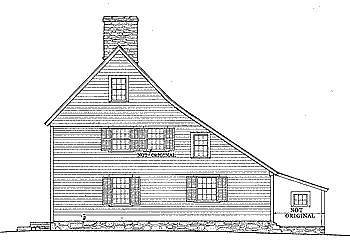
Elevación lateral de la Casa de Comfort Starr (c. 1695) que ilustra la distintiva línea del tejado.
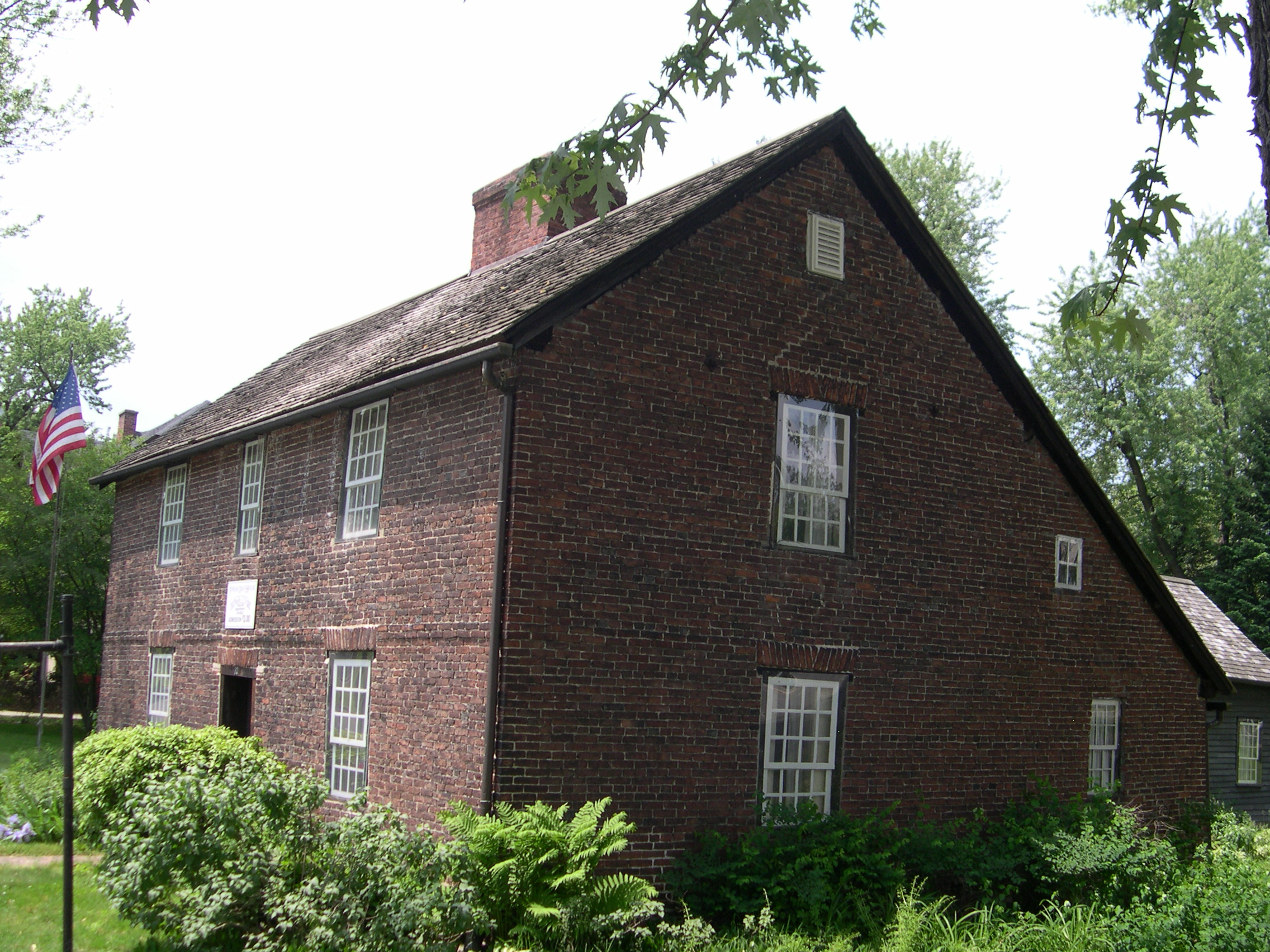
Casa de Josiah Day (c. 1754), en West Springfield, Massachusetts, construida con ladrillos.
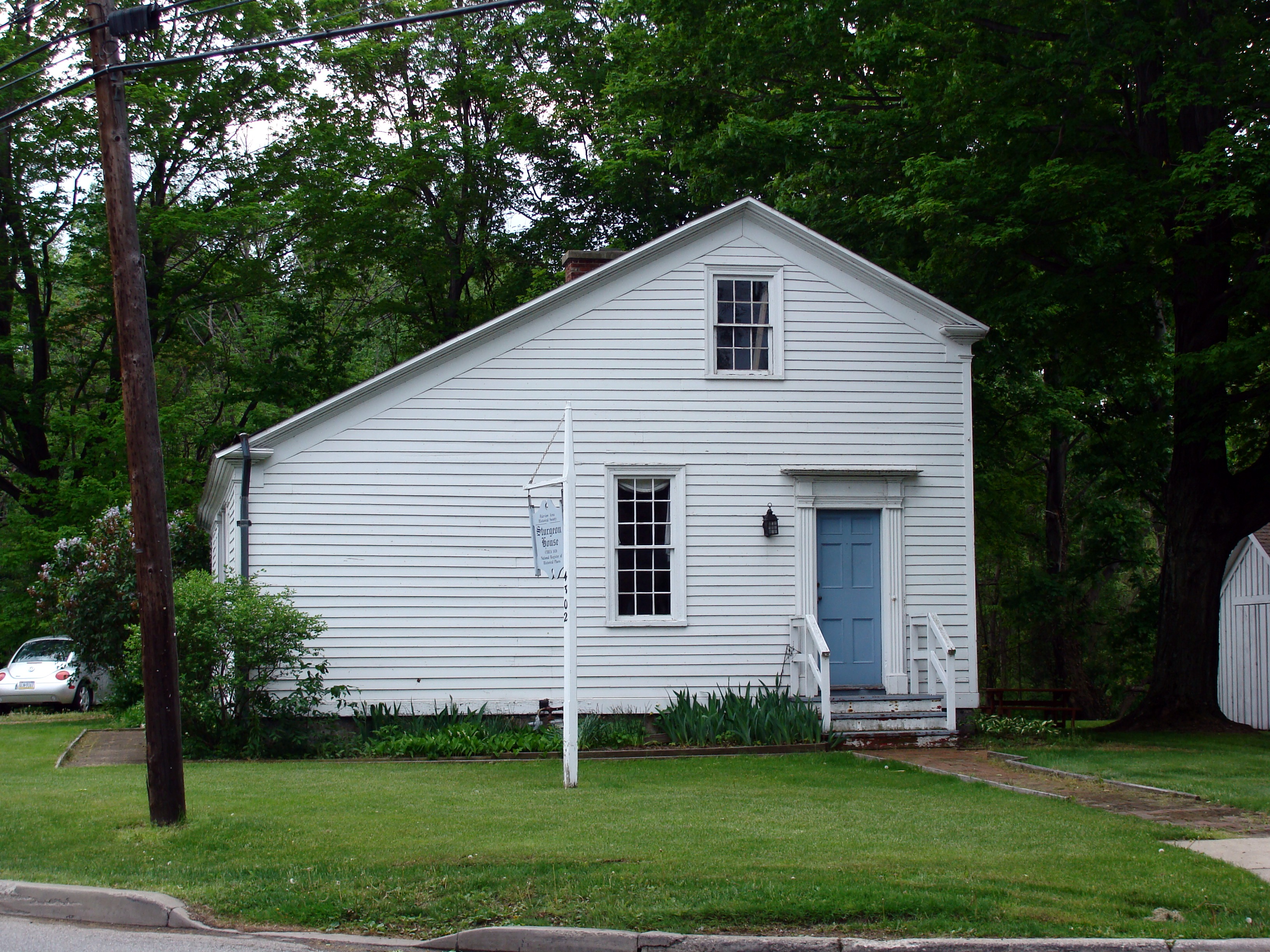
Casa de Sturgeon (c. 1838), en Fairview, Pensilvania.